# Optare Prisma
Optare Prisma是英国Optare公司专为梅赛德斯-奔驰O405底盘生产的一个单层巴士车身。
Optare Prisma的車頭是由梅赛德斯-奔驰制造的标准車頭，侧身和尾部车身是按照当时其他的Optare产品的样式制造，例如Optare Delta和Optare Vecta。同时，英国Wrightbus公司制造的Wright Cityranger是Prisma在英国O 405底盘上的主要车身竞争对手。Wright Cityranger在款式上与Prisma非常类似。Optare Prisma的最终销量还是比只卖出22辆的Wright Cityranger多。

## 使用者
Optare Prisma共制造了121辆，以下是使用者：
- Tees & District（现在的爱瑞发东北）
- Grampian Regional Transport（现在的First Aberdeen）
- Eastern Scottish（现在的First Edinburgh）
- Leicester Citybus（现在的First Leicester）
- East Yorkshire Motor Services